# Zeverrock

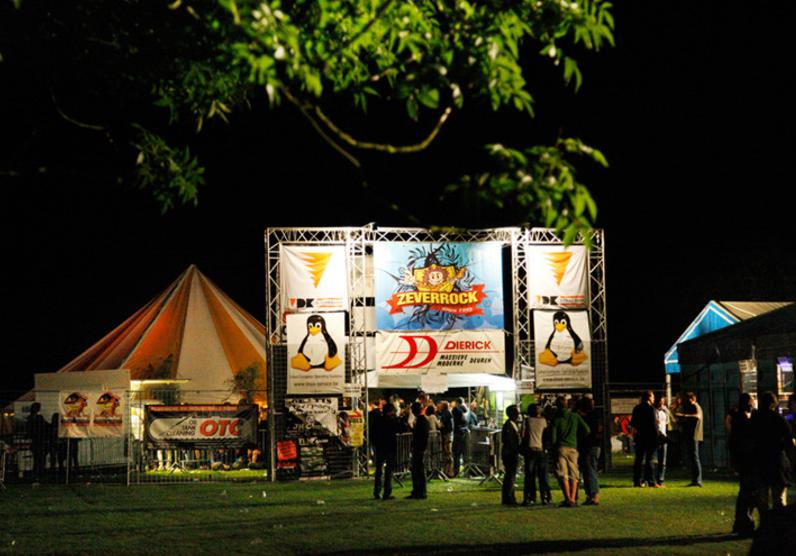
Foto van ingang Zeverrock 2008

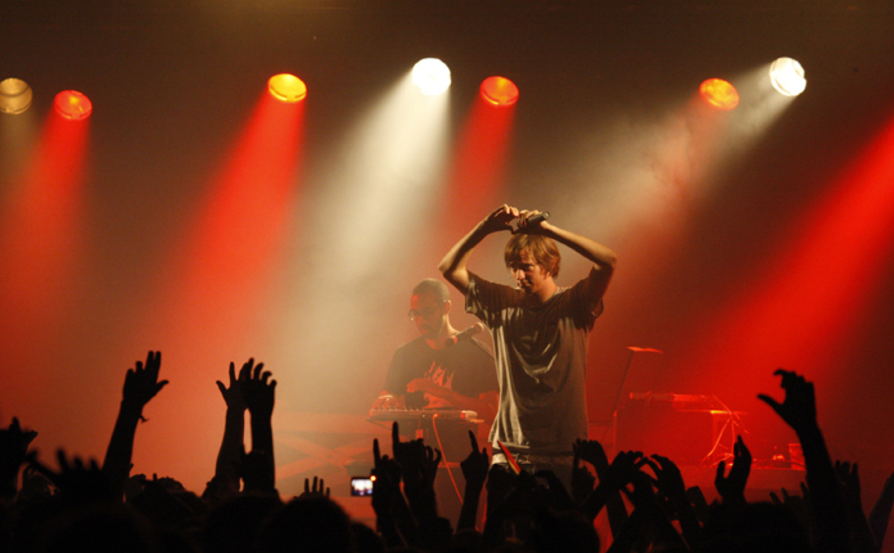
Optreden van De Jeugd van Tegenwoordig op Zeverrock 2009

Zeverrock is een pop- en rockfestival dat telkens in het eerste of tweede weekend van augustus plaatsvindt in Zevergem. Sinds 2010 programmeert Zeverrock twee volwaardige festivaldagen.

## Geschiedenis
Zeverrock werd voor de eerste maal georganiseerd in 1993. Het was toen nog een eendaags festival. In 2020 werd er bij uitzondering geen festival georganiseerd vanwege een uitgebroken coronapandemie.

## Programma
| Jaar | Groepen |
| ---- | --- |
| 2003 | Miss Tracey, Bolchi, Moonlake, Dj Lefto, Gorki, Ultrasonic, Les Truttes, Tjoff & Marcel |
| 2004 | TLP aka Troubleman, Skeemz, Starski & Tonic, Camden, Dj Fresh 4T4, Janez Detd., Les Truttes, Hermanos Inglesos |
| 2005 | The Germans, A Brand, De La Vega, De Mens, Hermanos Inglesos |
| 2006 | Me & Mr. Richess (winnaar 60 Uren Trophy), Wallace, Lalalover, Sioen, Les Truttes, Dirk Stoops |
| 2007 | Grant Moff Tarkin (winnaar 60 Uren Trophy), Wallace Vanborn, Milow, 't Hof van Commerce, Buscemi, Dirk Stoops |
| 2008 | Electric Blonde, Savalas, A Brand, Tim Vanhamel, Daan, The Subs, Dirk Stoops |
| 2009 | Electric Blonde, Customs, Selah Sue, Headphone, De Jeugd van Tegenwoordig, Gorki, Sioen, Dirk Stoops (uitverkocht) |
| 2010 | - Vrijdag 6 augustus: Landfill, De Kreuners, Les Truttes & DJ Ilse - Zaterdag 7 augustus (uitverkocht): School is Cool (winnaar Humo's Rock Rally 2010), Intergalactic Lovers (winnaar De Beloften 2009), Wallace Vanborn, Jasper Erkens, Das Pop, Daan, DJ Regi & DJ Keesy (Tower + Closing Party) |
| 2011 | - Vrijdag 5 augustus: Rauw en onbesproken, Headphone, Intergalactic Lovers, De Jeugd van Tegenwoordig, The Van Jets, Hindu Radio DJ's & DJ Ilse (Tower) - Zaterdag 6 augustus: Willow, Sherman, Amatorski, Lady Linn and her magnificent seven, Admiral Freebee, Merdan Taplak live, Trash Radio & DJ Keesy (Tower) |
| 2012 | - Vrijdag 3 augustus: Zinger, Sarah Ferri, Gabriel Ríos, De Mens, Les Truttes, Discobar Galaxie, DJ Ilse (Tower) - Zaterdag 4 augustus: Fatback Brass Band, Marco Z, Geppetto & The Whales, AKS (live), Das Pop , The Subs, DJ Keesy (Main + Tower) |
| 2013 | - Vrijdag 9 augustus: Deaf Dogs Assembly, Maya's Moving Castle, Meuris, Absynthe Minded, De Jeugd van Tegenwoordig, DJ Regi & DJ Keesy (Tower + Closing Party) - Zaterdag 10 augustus: Protection Patrol Pinkerton, Ian Clement, Coely, DeWolff, Raving George (Tower), 't Hof van Commerce, DJ 4T4 (Tower), Vive la Fête, Dr. Lektroluv, DJ Ilse (Tower) |
| 2014 | - Vrijdag 8 augustus: Delv!s, Geppetto & The Whales (Little Hive), Lady Linn, Coely (Little Hive), Flip Kowlier, The Mixfitz (Little Hive), Gorki, DJ Keesy - Zaterdag 9 augustus: And they spoke in Anthems, Horses on fire, Safi & Spreej (Little Hive), SX, Merdan Taplak (Little Hive), The Sore Losers, Ghent Bangers (Little Hive), Daan, Gunther D (Little Hive)                                                                                                  |
| 2015 | - Vrijdag 7 augustus: Barefoot and the Shoes, Team William, Tourist LeMC, Neon (Tower), Intergalactic Lovers, Yves Deruyter (Tower), Jett Rebel, Regi ft. Linda (Tower) - Zaterdag 8 augustus: Deaf Dog Assembly, Manoeuvres, Tout va bien, Jebroer (Tower), De Mens, DJ Keesy (Tower), Les Truttes, Davidov (Tower), Magnus |
| 2016 | - Vrijdag 5 augustus: Clouseau, Emma Bale, Douglas Firs, Ertebrekers, Zwartwerk - Zaterdag 6 augustus: Billie, Compact Disk Dummies, Faces on Tv, Milo Meskens, Rhea, The Van Jets, Woodie Smalls |
| 2017 | - Vrijdag 4 augustus: Absynthe Minded, Boef, Delv!s, Kraantje Pappie, Milo Meskens, St.Grandson, Van Echelpoel, Yves Deruyter - Zaterdag 5 augustus: Admiral Freebee, Amongster, Faisal Chatar, Het Zesde Metaal, Lee Anderson, Merdan Taplak, Murdock, Tamino |
| 2018 | - Vrijdag 3 augustus: Amery, Bart Peeters, Coely, DJ Neon, DeWolff, Mike P.U.S.H., Ramkot, Les Mecs, Tjoff, Freaquency - Zaterdag 4 augustus: Black Mamba, blackwave., Equal Idiots, Lil' Kleine, Portland, 't Hof van Commerce, Eliseo Renteria, Beatpounce, Rakka |
| 2019 | - Vrijdag 9 augustus: Zwangere Guy, SX, Ertebrekers, Uberdope, The Bony King of Nowhere, Cherry Moon Legends, Josephine, Shizzle Le Sauvage, Deejay mr. T, 5napback, Naft, Beatpounce, Timo, Kemo, J-Castle, Accission, D-Knight, Thomassive - Zaterdag 10 augustus: The Van Jets, Intergalactic Lovers, Sons, Delv!s, Gestapo Knallmuzik, Mooneye, Deejay mr. T, 5napback, Eos Chaos, Avack, Insanite, S-beats, Joel, Poncho is not amused                              |
| 2021 | - Vrijdag 13 augustus: Black Box Revelation, Het Zesde Metaal, Dirk., Rhea, Ramkot, Raman., Omdat het kan soundsystem ft. Average Rob, Shizzle Le Sauvage, Froze, Beatpounce, Club JP, To Simple, Many More, NoName, Kemo, Thomassive - Zaterdag 14 augustus: Compact Disk Dummies, De Mens, Brihang, The Haunted Youth, Crooked Steps, Yokan, Flashback Force, Kurkdroog, Voltage, Beatpounce, Vindo, Helena Lauwaert, Mister TVA, DJ Miles, Kasper & Gwido, Tjua Lotus |
| 2022 | - Vrijdag 5 augustus: The Subs, Stikstof, Froukje, ILA, BLUAI, Amber Broos , Omdat Het Kan Soundsystem ft. Average Rob, Manuals, Avack - Zaterdag 6 augustus: Noordkaap, Novastar, Yong Yello, Kids with Buns, Berre, Eno, Eagle, Olsan Twins, Tola OG, Kemo |